# Camryn Manheim
Debra Frances Manheim (Caldwell, Nueva Jersey; 8 de marzo de 1961), conocida como Camryn Manheim, es una actriz estadounidense de ascendencia judía, ganadora de un premio Emmy y un Globo de oro. Es conocida por su papel de Eleanor Frutt en la serie The Practice.
Manheim se interesó por la actuación desde una temprana edad. Se graduó de Tisch School of the Arts de la Universidad de Nueva York con una Maestría en Bellas Artes en el año 1987. Había trabajado como intérprete del lenguaje de señas, algo que usó en un episodio de la serie The Practice y en la película Mercury Rising.
Cuando en 1998 ganó un Premio Emmy por su trabajo en la serie El abogado, exclamó: «This is for all the fat girls!» ("¡Esto va por todas las gordas!"). 
Manheim es una activista por los derechos humanos enfocados en los derechos de la mujer y los derechos de los homosexuales. Además, es conocida por sus contribuciones en varias obras de caridad.
Hasta mayo de 2010 participó en la serie Ghost Whisperer junto a Jennifer Love Hewitt como Delia Banks, una madre viuda que trabaja en la tienda de antigüedades (Same As It Never Was Antiques) de Melinda Gordon (Jennifer Love Hewitt). Otras series en las que ha intervenido son How I Met Your Mother, Dos hombres y medio, El abogado y Mentes criminales.
Es madre del actor Milo Manheim, conocido por su papel protagónico en Zombies.

## Filmografía
- Law & Order - Desde la temporada 21 (2021)
- Big Shot (2021)
- The Magicians (2019)
- Devolver al remitente (2015)
- Extant (2014)
- Mentes criminales - Novena temporada, capítulos 1 y 2 (2013)
- The Pregnancy Pact (2010)
- Person of Interest - Episodio emitido el 17 de diciembre de 2013
- Love Hurts (2009)
- Hannah Montana (2008)
- Slipstream (2007)
- Ghost Whisperer (2006 - 2010)
- An Unfinished Life (2005)
- Un toque de seducción (2005)
- Elvis: El comienzo (2005)
- Dark Water (2005)
- Giro inesperado (2004)
- Dos hombres y medio (2004)
- Scary Movie 3 (2003)
- The Laramie Project (2002)
- The 10th Kingdom (2000)
- Joe the King (1999)
- Mercury Rising (1998)
- Happiness (1998)
- Romy and Michele's High School Reunion (1997)
- The Practice (1997-2004)
- Eraser (1996)
- Jeffrey (1995)
- El balneario de Battle Creek (1994)